# Parroquia Asunción
La parroquia de Asunción se encuentra en el cantón Sucúa, en la provincia de Morona Santiago, Ecuador. Su fecha de creación es el 12 de marzo de 1969 y en el 2015 tenía una población de 2 174 habitantes. Tiene una extensión de 19 829,71 ha. El rango altitudinal va desde los 570 hasta los 3 690 m s. n. m. Limita al norte con la cabecera cantonal de Sucúa, al sur con el cantón Logroño y Santiago, al este con la parroquia Huambi y al oeste con la provincia del Cañar. Además está conformado por 12 comunidades y una área central.
Lista de las comunidades
- Diamante
- Kamsar
- Sunkants
- San Marcos
- Santa Teresita
- Nuevos Horizontes
- Jesús del Gran Poder
- Km 20
- Uwe
- San José del Norte (Unkunts-Norte)
- San José Sur (Unkunts-Sur)
- San Juan Bosco

## Historia
En la época que el Dr. José María Velasco Ibarra cumplía sus funciones como presidente de la República del Ecuador realiza un convenio entre el Estado y las Misiones religiosas, las cuales estaban en la amazonía. Así estimulando la labor misionera en esta región.
En el año de 1944 la misión Salesiana se establece en la amazonía ecuatoriana. Previamente se había firmado el convenio, en el cual estipulaba el compromiso de la "reducción de jíbaros". Por tal razón, se dedicaron a la labor de la educación, evangelización y civilización de los Shuar. Además, se les adjudicaron bastas zonas de terrenos bajo su administración. El Vicariato Apostólico de Méndez encarga la labor de la Pastoral Shuar al Padre Albino Gómez Coello. Tras la observación la separación de las familias que habitaban en la ribera derecha del río Tutanangoza, opta formar un centro poblado, ubicado en la desembocadura del río Miriumi. Actualmente, siendo el Barrio La Laguna y ocupado por el señor Pedro Shunta, pero de propiedad de la señora Ana Luisa Kukush. Entonces, se construye la primera iglesia con paja y caña guadúa. Posterior deterioro de la construcción y por logística se reubica el asentamiento. Siendo este la segunda iglesia de Asunción, ubicado en el actual centro parroquial y Utunkus. Con el afán de consolidar un centro poblado fijo. El Centro Shuar Asunción en sesión dirigida por el señor Emilio Shiki dona 12 hectáreas de terreno, así estableciendo al fin el centro poblado de Asunción.